# Чубакка
Чуба́кка (англ. Chewbacca), он же Чуи (англ. Chewie, произношение [ˈtʃuːɪ]; род. ок. 200 ДБЯ) — персонаж киносаги «Звёздные войны». Чубакка — путешественник из племени вуки, механик на космическом корабле Хана Соло «Сокол тысячелетия», а позже капитан, после смерти Хана. Участвовал в битвах на Кашиике, Эндоре и базе «Старкиллер». Сын Аттичиткука, отец Лумпаваррампа, муж Маллы.
Один из главных персонажей в фильмах: «Хан Соло. Звёздные войны: Истории», «Звёздные войны. Эпизод IV: Новая надежда», «Звёздные войны. Эпизод V: Империя наносит ответный удар», «Звёздные войны. Эпизод VI: Возвращение джедая», «Звёздные войны. Эпизод VII: Пробуждение Силы», «Звёздные войны: Последние джедаи», также был в третьем эпизоде, где был одним из вуки (вторым был воин Тарфул), присутствовавших при нападении клонов на магистра Йоду. Появился в последней серии 3 сезона мультсериала «Звёздные войны: Войны клонов»
В третьем, четвёртом, пятом, шестом и в седьмом эпизодах роль Чубакки исполнил Питер Мейхью, бывший санитар. Рост Питера — 2 м 21 см. При этом он очень худой, что также поспособствовало выбору Питера на данную роль. Рост актёра в костюме Чубакки составлял около 3 м благодаря надеваемым ступням и голове. В восьмом фильме и в фильме про Хана Соло его исполнил Йонас Суотамо.

## Личность
Чуи — гуманоид ростом более двух метров, покрытый густой бурой шерстью. Его лицо напоминает морду обезьяны или собаки. Чубакка не носит никакой одежды, за исключением пояса с оружием.
Речь Чуи неразборчива: он не способен внятно говорить на человеческом языке и изъясняется хриплым рёвом на языке вуки, который понимают Хан Соло, Рей, Йода и Квай-Гон Джинн.
Имя «Чубакка» происходит от русского слова «собака», а внешность Чуи частично срисована с Индианы — собаки Лукаса породы аляскинский маламут.

## Биография
Чубакка родился почти за двести лет до начала Войн Клонов. Был захвачен трандошанскими работорговцами во главе с Гарнаком во время Войн клонов. Но корабль с пленными вуки был атакован падаваном Энакина Скайуокера, Асокой Тано и юнлингами О-Мером и Джинксом, которые также побывали в плену у трандошан, но сумели освободиться. После полного уничтожения трандошан, Чубакка и другие вуки помогли Асоке и юнлингам добраться до Корусанта.
Самое раннее участие Чубакки в событиях киносаги  было показано в «Мести ситхов». Вместе с вуки Тарффулом Чубакка является телохранителем магистра Йоды на планете Кашиик во время битвы с сепаратистами. После исполнения клонами приказа 66 Тарффул и Чубакка помогают Йоде незаметно покинуть планету, прощаясь с ним навсегда.
После преобразования Галактической Республики в Галактическую Империю многие товарищи Чубакки были либо порабощены, либо отправлены на шахты Кесселя, либо стали объектами научных экспериментов. Как и они, Чубакка попал в рабство и был вынужден заниматься вырубкой деревьев врошир, чтобы прокормить Имперскую армию. В какой-то момент Чубакка был освобождён из рабства кореллианским контрабандистом Ханом Соло и в соответствии с традициями вуки на всю жизнь стал его должником. Поначалу вуки считал своего спасителя самодовольным и высокомерным болтуном, однако Хану предоставилась возможность доказать обратное во время их совместной работы на хаттов во Внешнем Кольце. В итоге Чуи стал вторым пилотом Хана и борт-механиком его корабля «Тысячелетний сокол». На этом корабле Люк Скайуокер, Оби-Ван Кеноби и двое дроидов вместе с Ханом и Чуи отправляются на Алдераан. Позднее, вместе с Ханом, Чубакка становится ключевой частью плана спасения принцессы Леи, играя роль «пленного пришельца под конвоем штурмовиков», что позволяет Хану и Люку проникнуть в тюремный блок AA-23 на Звезде Смерти.
События на Беспине становятся тяжким испытанием для Чубакки. Когда имперские солдаты начинают опускать Хана в углеродно-морозильную камеру, вуки с рёвом бросается на них. Но сам Хан успокаивает его: «Береги силы, ещё не время для этого. Принцесса. Ты обязан заботиться о ней».
Именно тогда Чубакка осознаёт, что теперь не только лишь один Хан Соло входит в круг членов его семьи. Вместе с Лэндо Калриссианом Чубакка возвращается на Татуин и ожидает там Люка Скайуокера, чтобы вместе спасти Хана из плена Джаббы Хатта.

### Противостояние Первому Ордену и разлука с Ханом Соло
Одно из самых сильных потрясений в жизни Чубакки случается через тридцать лет после победы над Галактической Империей.
Вместе с Ханом Соло Чуи отыскивает в открытом космосе угнанный у них «Тысячелетний сокол», на котором обнаруживает спасшихся от Первого Ордена Рей, бывшего штурмовика Финна и дроида BB-8. Хан и Чуи доставляют новых знакомых на планету Такодана в таверну Маз Канаты, которая может помочь дроиду, хранящему данные о бесследно исчезнувшем Люке Скайуокере, добраться до сил Сопротивления. После внезапного нападения на планету вооружённых сил Первого Ордена во главе с Кайло Реном — сыном Хана, принявшим Тёмную сторону Силы, — Рей попадает в плен, а Чуи, Хан и Финн спасаются на «Соколе».
Чубакка участвует в реализации плана по обезвреживанию базы Старкиллер. Вместе с Ханом и Финном он проникает на базу, где все трое воссоединяются с Рей и успевают отключить защитные щиты, после чего становятся свидетелями противостояния Хана и Кайло Рена. На глазах у Чуи Кайло Рен, испытывающий внутреннюю борьбу между желанием отречься от Тёмной стороны и стремлением достичь могущества Дарта Вейдера, пронзает световым мечом своего отца. Поражённый внезапной гибелью самого близкого друга, Чубакка приходит в ярость и в отчаянии открывает огонь по Рену и охранникам базы, но расправиться с убийцей Хана ему не удаётся.
После успешного уничтожения Старкиллера Чуи вместе с восстановленным дроидом R2-D2 сопровождает на «Соколе» Рей в поисках ушедшего в изгнание Люка Скайуокера.

### Чубакка продолжает жить без Хана Соло
Он пытается убедить Люка обучить Рей как джедая и победить Первый Орден, но Люк отказывается. Чубакку можно увидеть в «Соколе» и вокруг него в сценах Эч-То, где он развивает отношения с местными морскими птицами планеты, известными как Порги. Позже, Чубакка и Рей отправился на Соколе, во время попытки Рей превратить Кайло Рена вновь привести обратно на Светлую Сторону силы. Позже Чубакка помогает Сопротивлению бороться с флотом Первого Ордена; он пилотирует Сокол как часть плана по отвлечению СИД-истребителей Первого Ордена. После того, как Люк одурачил Первый Орден, а Рей спасла Сопротивление, Чубакка рассматривается наряду с остальной частью Сопротивления, как сокол улетает от боя.
После случая на планете Хот где Люк слился с силой, Чубакка сопровождает Рей, Финн, По и C-3PO на планете Пассан, где они ищут ключ к месту нахождения базы древних Ситхов. С помощью Лэндо Калриссиана они находят ключ-кинжал с надписями ситхов, но их быстро находит Первый Орден. Как Рей сталкивает Кайло Рена, Чубакка, который имеет кинжал, захватывается рыцарями Рен и доставлен на борту транспортного средства в возрождающему классу Звездного Разрушителя. Полагая, что он находится в другом транспорте, Рей и Рен оба используют Силу, чтобы опустить его, а Рей случайно использует Силовую молнию который уничтожает корабль; Рей глубоко потрясена, когда она считает, что убила Чубакку, и его «смерть» побуждает остальных продолжить миссию в его памяти. На самом деле Чубакку доставляют на командный корабль, где его спрашивают о местонахождении его друзей; Рей чувствует его присутствие, когда корабль прибывает на Киджими, и Финн и По забираются на борт корабля, чтобы спасти его. Позже, после того, как Рей бросает их на Кеф-Бир, они возвращаются на базу Сопротивления, где Чубакка обезумел, узнав о смерти Леи. Он присоединяется к Сопротивлению, чтобы победить и уничтожить силы Вечных ситхов. В последний раз его видели получающим старую медаль Хана (подаренную ему в Новой Надежде) от Маз Канаты. Медаль — это не только знак благодарности за его многолетнюю службу восстанию, а также памятный знак памяти его павших старых друзей Хана, Люка и Леи.

## Легенды

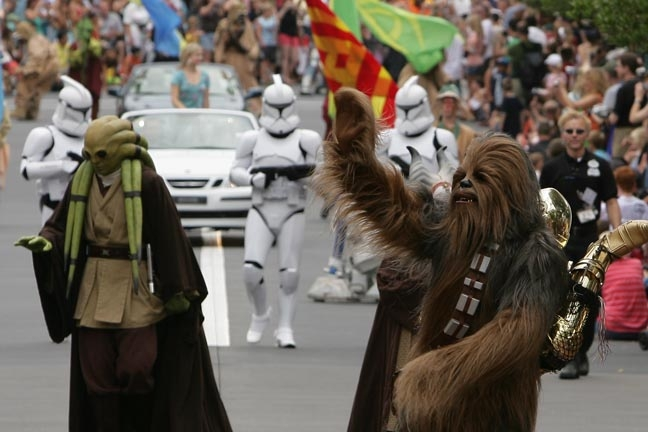
Чубакка и Кит Фисто на параде Disney Weekends

В новом каноне Чубакка жив по крайней мере в 34 ПБЯ. Однако в романе Роберта Сальваторе «Вектор-Прим» из серии «Новый Орден Джедаев» описывается смерть этого персонажа.
Чубакка погиб при взрыве юужан-вонгами планеты Сернпидаль. До конца оставаясь на планете и помогая в эвакуации жителей, он не успел подняться на «Тысячелетний сокол». Чубакку сбило с ног сильным ураганом, и посыпались обломки камней. Из-за этого «Тысячелетний сокол» не смог подлететь к Чубакке, и Энакину Соло пришлось уводить корабль от падающих камней, чтобы спасти жизнь выживших жителей на корабле. Энакин с горечью наблюдал, как Чубакка весь в крови поднялся на груду камней, и, глядя на падающую на него луну, издал долгий и пронзительный крик.

## Критика и отзывы
Сайт IGN высоко оценил персонажа, поставив его на 9-е место в своём списке лучших персонажей «Звёздных войн», объявив его отношения с Ханом Соло примером одного из пунктов их списка 10 лучших бромансов в фильмах, а также обозначив его как одного из персонажей, которых они хотели бы видеть в «Войнах клонов», и выбрав его в качестве одного из персонажей, которых они хотели бы видеть в игре Star Wars: The Force Unleashed и (вместе с Ханом Соло) её продолжении. UGO Networks обозначил персонажа как «одного из самых задиристых стрелков в популярной культуре».
С другой стороны, Роджер Эберт в своём обзоре 1997 года на специальное переиздание фильма «Империя наносит ответный удар» заявил, что персонаж даёт фильму плохую динамику: «Этот герой был представлен в первом фильме в качестве витрины, никогда не думал и в результате был обременён одним выражением лица и одним скорбным визгом. Можно было бы сделать гораздо больше. Как вы можете быть лётчиком-космонавтом и не быть в состоянии общаться любым нормальным образом? Мог ли Хан Соло действительно понять монотонные звуки Чуи? Были ли у них долгие беседы хоть иногда?».